# Paolo Tomaselli
Pour les articles homonymes, voir Tomaselli.
Paolo Tomaselli (né le 11 septembre 1983 à Alzano Lombardo) est un coureur cycliste italien. 

## Palmarès
- 2006
  - Gran Premio di Podenzano
  - Trophée Marco Rusconi
  - Gran Premio Somma
- 2007
  - Trophée Edil C
- 2008
  - Circuit de la Nive
  - Trophée Giacomo Larghi
  - Circuito Castelnovese
  - 2e des Boucles de la Soule
  - 2e du Gran Premio Inda
  - 2e du Grand Prix de l'industrie, du commerce et de l'artisanat de Castelfidardo
  - 2e de la Coppa Comune di Livraga
  - 2e de la Coppa d'Inverno
  - 3e du Circuito Molinese

## Classements mondiaux
| Année           | 2008 |
| --------------- | ---- |
| UCI Europe Tour | 303e |